# سلمان رادویف
سلمان رادویف (روسی: Салма́н Бетырович Раду́ев؛ ۱۳ فوریهٔ ۱۹۶۷ – ۱۴ دسامبر ۲۰۰۲) فرد نظامی اهل اتحاد جماهیر سوسیالیستی شوروی بود. یک چچن جدایی طلب از جمهوری چچن ایچکریا بود که کنترل بخشی از چچن را بدون تبعیت از حکومتی مرکزی، پیش می‌برد. او یکی از بدنام‌ترین فرماندهان شورشی بین سال‌های ۱۹۹۴ و ۱۹۹۹ محسوب می‌شود. او که در سال ۲۰۰۰ دستگیر شد، تحت شرایط مرموزی درگذشت.

## زندگی‌نامه
سلمان رادویف در سال ۱۹۶۷ در قبیله نواگروزینسکی در شرق چچن به دنیا آمد. در اوایل دهه ۱۹۸۰، رادویف در لیگ جوانان کمونیست فعال بود و در نهایت دبیرکل جمهوری سوسیالیستی چچن شد. پس از دوران دبیرستان، سلمان رادویف در سال ۱۹۸۷ به عنوان یک مهندس عمران در یک واحد نیروهای موشکی استراتژیک ارتش شوروی مستقر در اتحاد جماهیر سوسیالیستی شوروی به عنوان عضو حزب کمونیست خدمت کرد. پس از فروپاشی، او با تحصیل در رشته اقتصاد در صنعت ساخت‌وساز شوروی کار کرد. سپس بعد از اعلام استقلال چچن، در ژوئن سال ۱۹۹۲ توسط والدین همسرش به عنوان بهترین چچنی برگزیده شد و در حکومت دودایف مشغول به کار شد. جوهر موسایویچ دودایف یک ژنرال نیروی هوایی ارتش شوروی بود و جمهوری چچن ایچکریا را تأسیس کرده و به ریاست جمهوری آن منصوب شد. رادویف همچنین با دختر خواهر جوهر دودایف ازدواج کرد.

## بحران گروگانگیری قزلیار-پروومایسکه
بحران گروگانگیری قزلیار-پروومایسکه (روسی: Салма́н Бетырович Раду́ев) یک بحران در روسیه بود که به عنوان اقدام تروریستی در قزلیار شناخته می‌شود.
این واقعه در ژانویه ۱۹۹۶ در هنگام جنگ اول چچن به وقوع پیوست. در شبیخون چریکهای جدایی‌طلب جمهوری چچن ایچکریا به رهبری سلمان رادویف به پایگاه هوایی قزلیار که در نزدیکی داغستان است، اقدام به گروگان‌گیری هزاران شهروند مدنی کردند که بیشتر آن‌ها به‌سرعت آزاد شدند. این درگیری در نبردی بین چچنی‌ها و نیروهای ویژه روسیه در دهکده‌ای که توسط آتش توپخانه روسیه تخریب شد، به اوج خود رسید. اگرچه چچنی‌ها پس از محاصره با برخی از گروگان‌های خود فرار کردند، دست‌کم ۲۶ تن از گروگان‌ها و بیش از ۲۰۰ جنگجو در هر دو طرف کشته شدند.